# Actinopora
Actinopora is een geslacht van mosdiertjes uit de familie van de Actinoporidae en de orde Cyclostomatida. De wetenschappelijke naam ervan werd in 1853 voor het eerst geldig gepubliceerd door Alcide d'Orbigny.

## Soorten
- Actinopora japonica Canu & Bassler, 1929
- Actinopora philippinensis Canu & Bassler, 1929